# Frederick Beauclerk
Frederick Beauclerk (ur. 8 maja 1773 w Londynie, zm. 22 kwietnia 1850 w Westminsterze) – brytyjski krykiecista wywodzący z arystokratycznej rodziny, młodszy syn Aubreya Beauclerka, 5. księcia St Albans i lady Catherine Ponsonby, córki 2. hrabiego Bessborough. Był również duchownym Kościoła Anglikańskiego.
Był jednym z najlepszych graczy we wczesnej historii krykieta. Reprezentował Maryleborne Cricket Club, którego od 1826 r. był prezesem. Grą tą zainteresował się już podczas nauki w Cambridge. Grał na pozycji batsmana. O jego pozycji jako krykiecisty świadczy fakt, że na grze zarabiał ok. 600 funtów rocznie, sumę ogromną jak na tamte czasy. Nie był jednak powszechnie lubiany, ze względu na swoją zadziorność i pozbawiony skrupułów sposób gry.
3 lipca 1813 r. poślubił Charlotte Dillon (przed 1798 – 26 września 1866), córkę Charlesa Dillona, 12. wicehrabiego Dillon i Marie Rogier. Frederick i Charlotte mieli razem dwóch synów i dwie córki:
- Caroline Henrietta Fredericka Beauclerk (19 kwietnia 1815 – 27 kwietnia 1878), żona Charlesa Leloupa, nie miała dzieci
- Charles William Beauclerk (7 maja 1816 – 23 maja 1863), ożenił się z Penelope Hulkes, miał dzieci
- kapitan Aubrey Frederick James Beauclerk (3 maja 1817 – 3 stycznia 1853)
- Henrietta Mary Beauclerk (1 lipca 1818 – styczeń 1887), żona sir Edward Gage'a, 9. baroneta, nie miała dzieci

Lord Frederick został pochowany w St Mary Winchfield w Hampshire, gdzie znajduje się poświęcona mu pamiątkowa inskrypcja.